# Paulus Hochgatterer
Paulus Hochgatterer (Amstetten, 16 luglio 1961) è uno scrittore austriaco.

## Biografia
Vive a Vienna dove lavora come scrittore e terapeuta infantile. Ha ricevuto diversi premi letterari ed encomi, nel 2001 ha ottenuto l'Elias-Canetti-Stipendium della città di Vienna oltre ad essere l'autore di diversi romanzi e raccolte di racconti. Nel 2009 si è aggiudicato il premio letterario dell'Unione europea con Die Süsse des Lebens.

## Opere tradotte in italiano
- La dolcezza della vita (Die Süße des Lebens, 2006), Roma, Perrone, 2007 traduzione di Ilaria Arca ISBN 978-88-6004-111-1.